# Lestodiplosis liviae
Lestodiplosis liviae är en tvåvingeart som beskrevs av Ewald Rübsaamen 1901. Lestodiplosis liviae ingår i släktet Lestodiplosis och familjen gallmyggor. Inga underarter finns listade i Catalogue of Life.